# Чистякова, Анастасия Сергеевна
Анастасия Сергеевна Чистякова (род. 27 сентября 1997) — российская спортсменка по современному пятиборью. Чемпионка Европы (2021) в смешанной эстафете. Четырёхкратный чемпион России (2021 лично, 2019, 2022 и 2024 в эстафете). Бронзовый призёр чемпионата России (2022) в личном зачёте. Победитель Кубка России (2021) в составе команды и в личном первенстве (2023).
Бронзовый призёр первенства Европы среди юниоров (2018) в команде. Трехкратный победитель первенства России среди юниоров 2018 в личном первенстве, командном зачёте и эстафете.
Мастер спорта международного класса (современное пятиборье).

## Биография
Анастасия Чистякова родилась 27 сентября 1997 года в Москве. Мама — Чистякова Светлана Геннадьевна (29.02.1972-07.06.2021), президент Федерации скалолазания города Москвы, заслуженный тренер России, судья всероссийской категории, старший тренер сборной команды России по боулдерингу.
Анастасия начала заниматься пятиборьем с 2010 года в СДЮШОР по современному пятиборью и конному спорту ("Юность Москвы) на ОУСЦ «Планерная» (Московская область, Химки). Тренеры — Владимир Александрович Посудников (1951-2021), Сергей Иванович Миронов. С 2022 года тренируется под руководством Шуина Сергея Александровича.
Выступала за Москву, с 2019 года представляет Московскую область.
..
Окончила Российский государственный аграрный университет Московской сельскохозяйственной академии имени Клемента Аркадьевича Тимирязева.

## Результаты
| Турнир/Год                                                  | 2015 | 2016     | 2017     | 2018    | 2019 | 2020    | 2021     | 2022    | 2023     | 2024     | 2025    |
| ----------------------------------------------------------- | ---- | -------- | -------- | ------- | ---- | ------- | -------- | ------- | -------- | -------- | ------- |
| Олимпийские игры Личное первенство                          | —    | —        | —        | —       | —    | -       | -        |         |          |          |         |
| Чемпионат Европы Личное первенство                          | —    | —        | —        | —       | —    | —       | 23 место | —       | —        |          |         |
| Чемпионат Европы Командное первенство                       | —    | —        | —        | —       | —    | —       | -        | —       | —        |          |         |
| Чемпионат Европы Микст (смешанная эстафета)                 | —    | —        | —        | —       | —    | -       | 1        | -       | -        |          |         |
| Чемпионат мира среди юниоров Личное первенство              | —    | —        | —        | 12      | —    | —       | —        | —       | —        |          |         |
| Чемпионаты мира среди юниоров Командное первенство          | —    | —        | -        | 4       | —    | —       | —        | —       | —        |          |         |
| Первенство Европы среди юниоров Личное первенство           | —    | —        | -        | 9 место | -    | —       | —        | —       | —        |          |         |
| Первенство Европы среди юниоров Командное первенство        | —    | —        | —        | 3       | -    | —       | —        | —       | —        |          |         |
| Чемпионат России Личное первенство                          | —    | 16 место | 12 место | —       | -    | -       | 1        | 3       | 14 место | 9 место  |         |
| Чемпионат России Командное первенство                       | —    | —        | —        | —       | —    | —       | 2        | 2       |          | 2        |         |
| Чемпионат России Эстафета                                   | —    | —        | —        | —       | —    | —       | 2        |         |          |          |         |
| Чемпионат России Смешанная эстафета                         | —    | —        | —        | —       | 1    | —       | —        | 1       | —        | 1        |         |
| Кубок России Личное первенство                              | —    | —        | —        | —       | —    | 7 место | 5 место  | 9 место | 1        | 18 место | 7 место |
| Кубок России Командное первенство                           | —    | —        | —        | —       | —    | —       | 1        | 2       | 2        | 2        | 2       |
| Первенство России среди юниоров Личное первенство           | —    | 8 место  | -        | 1       | —    | -       | -        | —       | —        | —        |         |
| Первенство России среди юниоров Командное первенство        | —    | -        | -        | 1       | —    | -       | -        | —       | —        | —        |         |
| Первенство России среди юниоров Эстафета                    | —    | 3        | 2        | 1       | —    | —       | -        | —       | —        | —        |         |
| IV летняя спартакиада молодежи России Личное первенство     | -    | -        | -        | 8       | —    | —       | —        | —       | —        | —        |         |
| IV летняя спартакиада молодежи России Командное первенство  | —    | —        | —        | 1       | —    | —       | —        | —       | —        | —        |         |
| III летняя спартакиада учащихся России Личное первенство    | 3    | —        | —        | —       | —    | —       | —        | —       | —        | —        |         |
| III летняя спартакиада учащихся России Командное первенство | 1    | —        | —        | —       | —    | —       | —        | —       | —        | —        |         |
| Первенство России (кадеты «А») Командное первенство         | 1    | —        | —        | —       | —    | —       | —        | —       | —        | —        |         |